# Baía Norueguesa (Ilhas Kerguelen)
A Baía Norueguesa (em francês:  Baie Norvégienne) é uma pequena baía, a sul e a leste da península de Courbet, constituindo uma vasta península, a nordeste das Ilhas Kerguelen no oceano Índico.
A parte sul da baía revela-se a costa norte da presqu'île du Prince de Galles, a curta península para sudeste até um curso, chama-se Cap Suzanne. A parte ocidental é para escavação e a costa oriental da península desliza em rumo ao Cap Ratmanoff, mais ao norte. 
É na Baíe Norueguesa que existe uma pequena ilha acessível a pé com a maré baixa, a Matley pequena ilha, em homenagem a John Matley falecido em Kerguelen em 12 de dezembro de 1810. Ele era o capitão do navio Angais Selagem, o Duque de Portland.